# Дзери, Федерико
Федерико Дзери (итал. Federico Zeri; 1921—1998) — итальянский историк искусства, знаток живописи эпохи итальянского Возрождения и маньеризмa.
Родился в Риме, в семье врача Агенора Дзери. По настоянию отца изучал ботанику и химию, но в 1943 году он оставил эти занятия, решив посещать лекции по истории искусства, читавшиеся профессором Пьетро Тоэска. Дзери окончил университет Сапиенца в 1945 году. Темой его выпускной работы стало творчество художника-маньериста Якопино дель Конте, обойдённого вниманием специалистов. В выборе подобной темы проявилась склонность Дзери исследовать важные вопросы истории искусства на материале работ малоизвестных или считающихся второстепенными художников. Дзери придерживался знаточеского метода атрибуции и исследования произведений искусства. Важную роль в его становлении сыграло знакомство с Бернардом Беренсоном и Роберто Лонги.
До 1952 работал в Министерстве народного образования. В 1948 был назначен директором Галереи Спада.
В 1975—1984 годах состоял в совете попечителей Виллы Гетти — подразделения Музея Гетти, посвящённого изучению искусства и культуры Древней Греции, Рима и Этрурии. Покинул попечительский совет из-за приобретения музеем куроса (курос Гетти), подлинность которого Дзери оспаривал.
Преподавал во Флорентийском университете (1957) и Католическом университете Милана (1985, 1989), в качестве приглашённого профессора читал лекции в Гарвардском (1963) и Колумбийском (1966) университетах.
Дзери умер в 1998 году в возрасте 77 лет на своей вилле в Ментане. Он завещал Болонскому университету своё поместье вместе с библиотекой, бумагами, собранием римских надписей и обширной коллекцией фотографий. В 1999 при Болонском университете для управления наследием Дзери был создан Фонд Федерико Дзери (Fondazione Federico Zeri). В 2008 библиотека и фотоархив Дзери были открыты для публики. Коллекция скульптуры пополнила фонды музея Академии Каррары в Бергамо.